# Campiglossa conspersa
Campiglossa conspersa är en tvåvingeart som först beskrevs av Wulp 1900.  Campiglossa conspersa ingår i släktet Campiglossa och familjen borrflugor. Inga underarter finns listade.